# Orsinval
Orsinval ist eine französische Gemeinde mit 560 Einwohnern (Stand 1. Januar 2022) im Département Nord in der Region Hauts-de-France. Sie gehört zum Kanton Avesnes-sur-Helpe im Arrondissement Avesnes-sur-Helpe.

## Lage
Die Gemeinde Orsinval liegt im Regionalen Naturpark Avesnois an der Rhonelle, zwölf Kilometer südöstlich von Valenciennes und sieben Kilometer südwestlich der Grenze zu Belgien. Sie grenzt im Westen und im Norden an Villers-Pol, im Osten an Frasnoy und im Süden an Le Quesnoy. In Orsinval beginnt die ehemalige Route nationale 351. Die Ortschaft wird außerdem von der ehemaligen Route nationale 45 passiert. Durch das Gemeindegebiet von Orsinval führt eine der alten Heerstraßen namens Chaussée Brunehaut.

## Bevölkerungsentwicklung
| Jahr                       | 1962 | 1968 | 1975 | 1982 | 1990 | 1999 | 2011 | 2020 |
| Einwohner                  | 320  | 332  | 336  | 389  | 440  | 457  | 543  | 555  |
| Quellen: Cassini und INSEE |      |      |      |      |      |      |      |      |

## Sehenswürdigkeiten

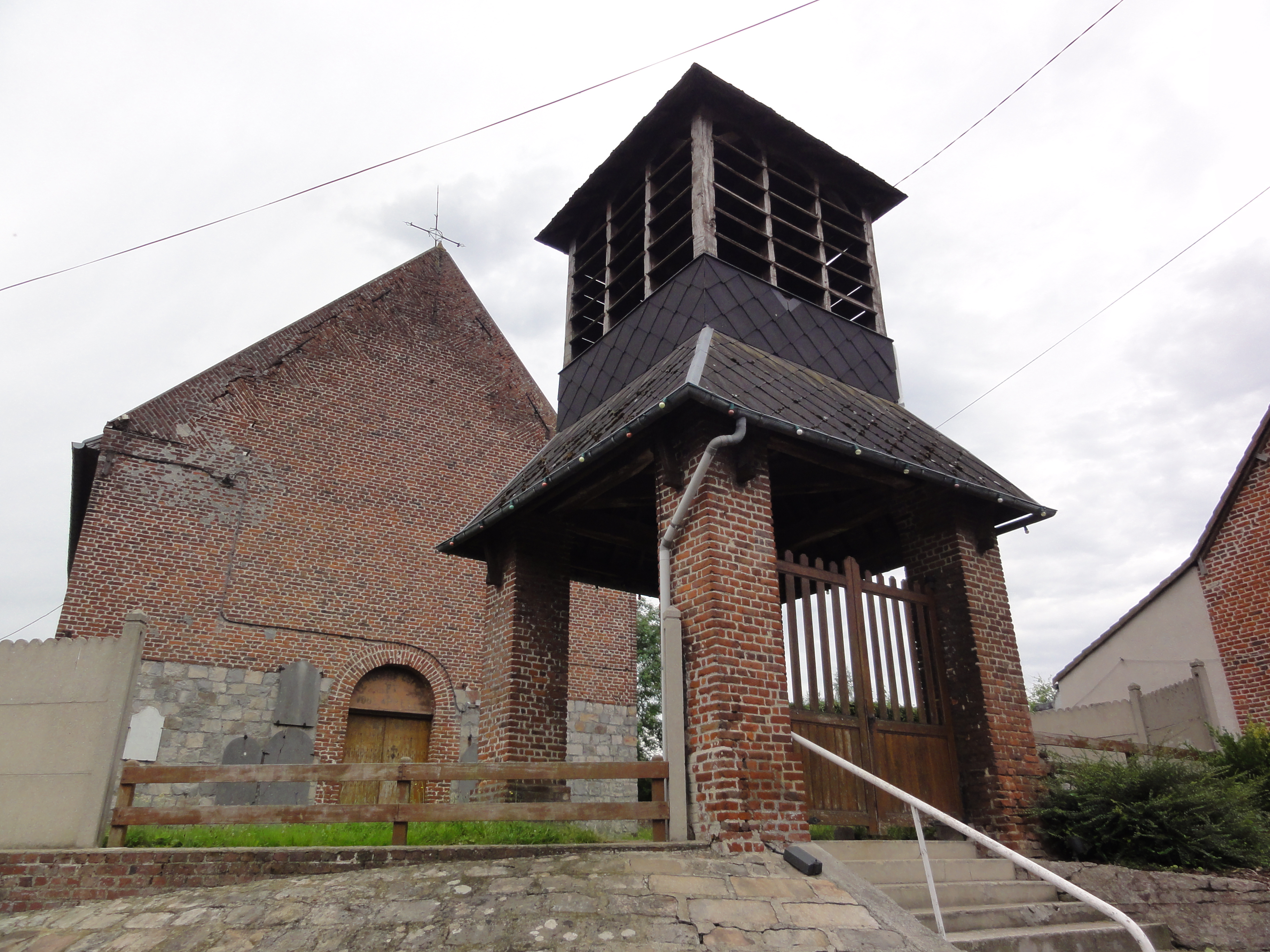
Kirche Saint-Nicolas mit dazugehörendem Campanile

- Kirche Saint-Nicolas